# Johann Georg Siemens (Politiker, 1748)
Johann Georg Siemens (geboren am 11. Februar 1748 in Goslar; gestorben am 3. Oktober 1807 ebenda) war ein deutscher Jurist, Justiziar und einer der vier Bürgermeister der Stadt Goslar, die der Unternehmerfamilie Siemens entstammten.

## Leben
Siemens war das 10/11. von 13/14 Kindern des Weddinger Gutspächters Heinrich Albrecht Siemens (20. August 1703 – 12. Juni 1758) und dessen Frau Elisabeth  Katharina (geborene Sternberg; 23. November 1710 – 6. Januar 1771). Er besuchte die Klosterschule in Ilfeld. Nach dem Schulabschluss studierte er ab April 1768 an der Universität in Helmstedt Rechtswissenschaft. Während seiner Studienzeit kam es zu Auseinandersetzungen zwischen Siemens und seiner Familie, da er seine Ansprüche auf Geldzahlungen einforderte und sich weigerte sein Studium abzubrechen. Zudem wurde er Mitglied des verbotenen Studentenordens „Amicitia“. 1772 wurde er in diesem Zusammenhang verhört und schließlich aufgrund seiner nicht beglichenen Schulden religiert. Er arbeitete zunächst bei dem Syndikus Jacob Gottlieb Sieber (1729–1794) und machte sich bald darauf als Advokat und Notar selbständig. Er trat bereits 1771 in die Kammergilde und 1772 in die Worthgilde ein, die im Gildehaus Kaiserworth ihren Sitz hatte. Im Jahr 1777 wurde er zum Worthalter der Gilde ernannt und bekleidete mehrere unterschiedliche Ämter. 1783 wurde Siemens Ratsherr der Worthgilde und wurde 1785 mit dem Amt eines „Gemeinen Worthalters“ ausgestattet, was ihn zum Vorsteher des Achtmannkollegiums machte, so dass er im Gemeinen Rat präsidierte. In den Jahren 1793 bis 1795 wurde er vorübergehend durch einen Hofratsbeschluss im Zusammenhang mit einem Prozess gegen den Syndikus Sieber vom Amt suspendiert.

## Wirken in Goslar
Siemens setzte sich aktiv für die Abschaffung der im Jahr 1773 eingeführten doppelten Kopfsteuer ein, die er nur dann für gerechtfertigt hielt, wenn ein Reichskrieg ausbrechen würde. Er suchte nach anderen Einsparungsmöglichkeiten, um die Ausgaben zu verringern. Er erwirkte, dass die Bleizulage erhöht wurde, ließ die Anzahl der Stadtsoldaten weiter verringern und die Torsperre abschaffen und stattdessen eine Verordnung zur Bürgerwache in Kraft treten. Die Stadtmühlen und Stadtwälle wurden auf Erbenzins umgestellt. Er sorgte dafür, dass die Stadtmauer erneuert und der heruntergekommene Marktplatz gepflastert, die Stufen des Marktbrunnens ausgebessert und zahlreiche Steinpflaster, unter anderem auf der Hohenstraße, der Kramerbrücke, vor dem Ratskeller und auf dem Hundemarkt, erneuert wurden. Auch das Rathaus wurde inwendig restauriert. Im Jahr 1787 tat er sich mit mehreren gleichgesinnten zusammen, um die bisher kostspielige Trauermode durch einfache Vorgaben zu ersetzen, So sollten die Herren einen schwarzen Flor um den Arm und die Damen ein einfaches schwarzes Band tragen. Die Umwandlung der Wälle in Gartenbauflächen verringerte die Kosten für die Einfuhr von Feldfrüchten aus anderen Gebieten.
Siemens ließ 1791 den sogenannten dicken Zwinger in ein Bürgerhaus umwandeln, so dass dort drei Säle genutzt werden konnten, die durch die erweiterten Öffnungen der ehemaligen Schießscharten erhellt wurden. Der Kriegsausbruch 1792 mit Frankreich führte, wie schon die kurz hintereinander fälligen Huldigungszahlungen für die neuen Kaiser, zu erheblichen Mehrkosten für die Stadt. In den Jahren 1774 bis 1807 gab es folgende Bürgermeister in Goslar:
- Philipp Christoph Heinrich Hartmann (1787 bis 1794), Rücktritt wegen Altersschwäche.
- Heinrich Stephan Siemens (1774 bis 1794).
- Johann Heinrich Röver (1794 bis 1798), gestorben Ende 1798.
- Johann Georg Siemens (Anfang 1800 bis 1802), er wurde anschließend Kriegsrat.
- Christoph Friedrich Stedekorn (ab 1795 bis 1802), ging 1802 in Pension.[3]

Ende des Jahres 1799 wurde Siemens zum Bürgermeister gewählt und 1802, nach dem Ende der reichsstädtischen Freiheit Goslars (Reichsstadt Goslar), preußischer Domänen- und Kriegsrat. Er war zudem herzoglicher Justiziar der Domäne Bodenstein und des Klosters Frankenberg. Er sorgte ab 1785 für Reformen mit Grundsätzen der Aufklärung in der Verwaltung, ordnete das Rechtswesen neu, setzte den Verzicht auf die Abgeschlossenheit und Wehrhaftigkeit des Stadtwesens durch und ließ die Festungsanlagen in Gärten umwandeln. Des Weiteren sorgte er für neue Nutzungsmöglichkeiten des städtischen Eigentums, die Abschaffung einiger Missstände in den Ämtern oder die Konsolidierung des Haushalts und die Änderung des Bürgereids.

## Bürgermeister der Reichsstadt Goslar
Die vier bekannten Bürgermeister der Stadt aus der Familie Siemens waren:
- 1710 bis 1728: Peter Siemens (1646–1733)
- 1729 bis 1735: Georg Heinrich Siemens (1659–1740) ⚭ Katharina Elisabeth (geborene Goeckel; um 1663–1734)
- 1774 bis 1794: Heinrich Stephan (oder Stephan Heinrich) Siemens (5. September 1712 – 10/17. Januar 1795)
- 1800 bis 1802: Johann Georg Siemens

## Schriften (Auswahl)
- Vorläufiger Bericht an die zur Bewürkung einer rechtlichen und hinlänglichen Goslarschen Brauordnung associirte das. Brauerschaft. Goslar 1783.
- Gehorsamstes Promemoria des gemeinen Worthalters Siemens in Goslar an Hochweise beide Räthe und an den gemeinen Rath. Goslar 1793 (digital.staatsbibliothek-berlin.de).
- Reformation, ohne Revolution in Goslar 1793. In: Christoph Girtanner (Hrsg.): Politische Annalen. 6, Johann Friedrich Unger, Berlin 1794, S. 19– (digitale-sammlungen.de).
- Über die Maxime durch eine Einschränkung des Brannteweinbrennens geringere Kornpreise zu bewürken. Kommission der Schulbuchhandlung, Braunschweig 1796 (leopard.tu-braunschweig.de).
- Nachricht betreffend die in der Reichsstadt Goslar im Jahre 1795 eingegangene Kopf-, Nahrungs- und Vermögensteuer und die dagegen bestrittenen Ausgaben. Goslar 1796.

Als Herausgeber
- Bruchstücke betreffend die Reichsstadt Goslar und besonders die gegenwärtigen Verbesserungen ihres Stadtwesens ein Wochenblatt für mehrere Reichsstädte nützlich. Kircher, Braunschweig 1793–1794 (nur in einem Jahrgang erschienen ab 8. Juli 1793, enthält zahlreiche Urkunden).